# Arms (canción)
Arms —en español: Brazos— es una canción de la cantante y compositora estadounidense Christina Perri. La canción fue escrita por ella misma y es el segundo sencillo de su álbum debut Lovestrong (2011). La canción debutó en la posición 94 de Billboard Hot 100, pero no logró llegar más alto. Vendió ahora más de 1 000 000 descargas.

## Composición
«Arms» fue escrito por Perri con arreglos musicales de J. Barrera.  Es una canción pop rock y tiene una duración de cuatro minutos con veintiún segundos.

## Lanzamiento
Fue lanzada en iTunes el 15 de marzo de 2011 como segundo sencillo de su álbum debut Lovestrong.